# Усть-Кара
Усть-Кара (ненец. Усть-Кара, рос. Усть-Кара) — селище у Заполярному районі Ненецького автономного округу Архангельської області Російської Федерації.
Населення становить 542 особи (2017). Входить до складу муніципального утворення Карська сільрада.

## Історія
До 1920-их років населений пункт належав до Архангельської губернії. Від 1929 року належить до Ненецького автономного округу, від 2005 — новоутвореного Заполярного району. Згідно із законом від 24 лютого 2005 року органом місцевого самоврядування є Карська сільрада.

## Населення
| 1999 | 2002 | 2010 | 2011 | 2012 | 2013 | 2014 |
| ---- | ---- | ---- | ---- | ---- | ---- | ---- |
| 729  | ↘677 | ↘574 | ↗590 | ↘562 | ↘551 | ↘524 |
| 2015 | 2016 | 2017 |      |      |      |      |
| ↗526 | ↗530 | ↗542 |      |      |      |      |